# Domènec Sert i Rius
Domènec Sert i Rius   (Barcelona, 31 de gener de 1832 - Barcelona, 18 de juny de 1897) fou un industrial català.

## Biografia
El seu pare, Francesc Sert i Artés, era teixidor, i ell s'especialitzà en la tapisseria, fundant la Comercial Sert, més coneguda com El Tint, a Taradell amb el seu germà Josep Sert i Rius. Fou membre fundador del Foment de la Producció Nacional, de la Unió Fabril i Mercantil de Barcelona i president de Foment del Treball Nacional.
Políticament, milità al Partit Liberal Conservador i fou diputat a la diputació de Barcelona pel quart districte de Barcelona el 1877 i el 1880, pel districte segon a les eleccions de 1886, 1890 i 1894. Durant aquests anys fou president de la comissió d'hisenda, membre de la comissió de governació, de la comissió estadística de treball i des del 1890 vocal nat de la Junta del Cens Electoral. El 1892 fou vicepresident i el 1896 President de la Diputació.
Es casà amb Maria Badia i Capdevila, amb la que va tenir com a fills el pintor Josep Maria Sert i Badia, el diputat Domènec Sert i Badia (casat amb una germana de Josep Bertran i Musitu) i Francesc de Paula Sert i Badia, casat amb Genara López Díaz de Quijano, néta de Claudio López y López, germà del primer marquès de Comillas, i que el 1904 va rebre el títol de comte de Sert de mans d'Alfons XIII.